# دی زانتوژن
دی زانتوژن (به انگلیسی: Dixanthogen) با فرمول شیمیایی C6H10O2S4 یک ترکیب شیمیایی با شناسه پاب‌کم 4232365 است. که جرم مولی آن ۲۴۲٫۴۰۲۴ گرم بر مول می‌باشد. 